# Прайд Парк
„Прайд Парк“ (на английски: Pride Park) е футболен стадион в Дарби, Англия. На него играе домакинските си мачове отборът на Дарби Каунти. Стадионът е построен в периода 1996 – 1997 г., след като са отхвърлени планове за реконструкция на стария стадион на „овните“ – „Бейзбол Граунд“. Капацитетът на стадиона е 33 597 зрители, като през 2007 г. е обявен план той да бъде разширен до 44 000 преди сезон 2008/2009, в случай че отборът запази мястото си във Висшата лига. Тъй като това не се случва, планът е замразен. Официалното откриване се състои на 18 юли 1997 г. в присъствието на кралица Елизабет II, а Дарби Каунти губи в приятелски мач от италианския „Сампдория“ с 0:1. Рекордът за най-голяма посещаемост е поставен в мача срещу „Ливърпул“ на 18 март 2000 г. – 33 378 зрители.

## Галерия
- Източната трибуна
- Западната трибуна